# Hosiea
Hosiea es un género monotípico de plantas perteneciente a la familia Icacinaceae. Su única especie. Hosiea sinensis (Oliv.) Hemsl. & E.H.Wilson, es originaria de China.

## Descripción
Tiene la corteza de color gris - gris o amarillo, lisa, de manera visible lenticelada; las ramillas de color verde claro a gris-marrón, cilíndricas, con escasa lenticelas orbiculares u oblongas. Las hoja con pecíolo de 2-7.5 cm de color verde, puberulentos, glabrescentes; la lámina foliar abaxialmente brillante, adaxial de color verde oscuro, ovaladas, triangulares ovados o cordiformes ovadas, de 4-13 × 3-9 cm. Las inflorescencias en cimas con muchas flores con pedúnculo de 1-2,5 cm de largo. Las flores son pequeñas, pediceladas con el cáliz de color marrón oscuro, profundamente 5- lobuladas. Pétalos de color verde, lanceolados. el fruto es una drupa de color verde cuando joven, de color rojo o rojo -marrón en la madurez. Las semillas son albuminosas con los cotiledones elípticos. 

## Distribución y hábitat
Se encuentra en los bosques, trepando en los árboles, a una altitud de 1200-2100 metros en Hubei, Hunan, Sichuan y Zhejiang de China.

## Sinonimia
- Natsiatum sinense Oliv. basónimo[1]